# Dingalan (Aurora)
Dingalan is een gemeente in de Filipijnse provincie Aurora op het eiland Luzon. Bij de laatste census in 2007 had de gemeente bijna 22 duizend inwoners.

## Geografie

### Bestuurlijke indeling
Dingalan is onderverdeeld in de volgende 11 barangays:
| - Aplaya - Butas Na Bato - Cabog - Caragsacan - Davildavilan - Dikapanikian | - Ibona - Paltic - Poblacion - Tanawan - Umiray |

## Demografie
Dingalan had bij de census van 2007 een inwoneraantal van 21.992 mensen. Dit zijn 1.835 mensen (9,1%) meer dan bij de vorige census van 2000. De gemiddelde jaarlijkse groei komt daarmee uit op 1,21%, hetgeen lager is dan het landelijk jaarlijks gemiddelde over deze periode (2,04%). Vergeleken met de census van 1995 is het aantal mensen met 2.667 (13,8%) toegenomen.

De bevolkingsdichtheid van Dingalan was ten tijde van de laatste census, met 21.992 inwoners op 304,55 km², 72,2 mensen per km².